# Joe O’Connor
Joe O’Connor (* 8. November 1995 in Leicester) ist ein englischer Snookerspieler. 2018 wurde er Profi auf der World Snooker Tour.

## Karriere
Joe O’Connor stammt aus Wigston bei Leicester. Seine Karriere begann er im Poolbillard, wo er im Jugendbereich eine große Zahl an Titeln gewann. Unter anderem wurde er U-18-Welt- und -Europameister im Eight Ball Pool. Da er Billard aber professionell betreiben wollte, entschied er sich schon als Jugendlicher für den Umstieg zum Snooker. Mit 17 nahm er erstmals an der Players Tour Championship teil, einer für Amateure offenen Profiserie. Bei der Kay Suzanne Memorial Trophy 2012 qualifizierte er sich für die Hauptrunde mit den Profis und unterlag Ricky Walden nur knapp mit 3:4. Bei den Bluebell Wood Open 2013 erreichte er ein zweites Mal die Hauptrunde, nachdem er vier Runden in der Amateurqualifikation überstanden hatte. 
Dazu versuchte er, sich über die Q School für die Profitour zu qualifizieren. Während er 2013 noch weit weg war, schaffte er 2014 beim zweiten Turnier den Einzug ins Entscheidungsspiel. Zwar verlor er mit 1:4 gegen den Waliser Lee Walker, in der Q-School-Gesamtwertung belegte er aber einen Spitzenplatz und deshalb durfte er als Nachrücker in der Qualifikation der Profiturniere der Saison 2014/15 mitspielen und Erfahrung sammeln. O’Connor, der in Leicester auch mit Profi Tom Ford trainierte, besiegte beim Wuxi Classic Andrew Higginson mit 5:0 und spielte in China seine erste Hauptrunde bei einem Weltranglistenturnier. Eine zweite Asienreise bescherten ihm die China Open, nachdem er gegen Ben Woollaston in der Qualifikation mit 5:2 gewonnen hatte. Im Hauptturnier verlor er dann aber jeweils klar gegen Chris Wakelin bzw. Michael Leslie. In der Q School 2015 erreichte er immerhin das Gruppenhalbfinale und erneut eine hohe Platzierung in der Gesamtwertung. Im zweiten Jahr als Main-Tour-Ergänzungsspieler gelang ihm aber kein Sieg. In der Q School 2016 scheiterte er zweimal mit 3:4 in frühen Runden am Schotten Marc Davis.
Daneben spielte er auch bei den Meisterschaften der Amateurverbände. 2015 nahm er an der Juniorenweltmeisterschaft teil und erreichte das Achtelfinale. Bei der U21-Europameisterschaft kam er ins Halbfinale und verlor gegen den späteren Sieger Josh Boileau mit 4:5 im Entscheidungsframe mit der letzten schwarzen Kugel. Bei zwei weiteren Meisterschaften war aber jeweils schon in der Runde der Letzten 32 Schluss. Nachdem auch die Q School 2017 enttäuschend verlaufen war, blieben ihm in der Saison 2017/18 nur die zwei für Amateure offenen Pro-Am-Turniere der Main Tour. Bei beiden Turnieren erreichte er die Hauptrunde und beim Paul Hunter Classic zog er mit Siegen über Lukas Kleckers und Harvey Chandler in Runde 3 ein. Am Ende der Saison war er einer von 8 Spielern, die sich für die EBSA Amateur Play Offs qualifiziert hatten. Diesmal nutzte er die Chance zum Gruppensieg und bekam damit Profistatus und die Startberechtigung für die Main-Tour-Spielzeiten 2018/19 und 2019/20. Noch vor Beginn seiner ersten Profisaison wurde er im Juni 2018 englischer Amateurmeister durch einen 10:3-Sieg über Ex-Profi Andrew Norman.
In der Saison 2018/19 erreichte er bei den Welsh Open das Halbfinale. Bei dem Turnier schlug er unter anderem Titelverteidiger John Higgins, Ding Junhui und Kyren Wilson. Das Halbfinalspiel verlor er gegen Stuart Bingham mit 2:6.
In der Saison 22/23 erreichte er bei den Scottish Open das Finale. Auf dem Weg dorthin hatte er Ding Junhui, Mark Williams, Ricky Walden und Neil Robertson geschlagen. Im Finale unterlag er Gary Wilson mit 2:9.
In der Saison 2023/24 spielte er in der Qualifikationsrunde der Championship League sein erstes Maximum Break. Es war zugleich das 200. offizielle Maximum der Snookergeschichte. Bei diesem Turnier erreicht er die Winners’ Group. Die Saison endete für ihn mit einem Platz in der Hauptrunde der Snookerweltmeisterschaft. Er war der einzige Debütant im Crucible und besiegte in der ersten Runde den viermaligen Weltmeister Mark Selby. In der zweiten Runde spielte er gegen Kyren Wilson, dem er aber mit 6:13 unterlag.
In der Saison 2024/25 erreichte er bei den World Open das Finale, das er mit 6:10 gegen John Higgins verlor. Auf dem Weg ins Finale schlug er unter anderen Ali Carter, Shaun Murphy und Judd Trump.

## Erfolge

### Ranglistenturniere
- World Open (2025): Finale
- Scottish Open (2022): Finale

### Qualifikationsturniere
- EBSA Amateur Play Offs: Gruppensieger 2018

### Amateurturniere
- Englischer Amateurmeister (2018)
- U-18-Weltmeister im Eight Ball Pool
- U-18-Europameister im Eight Ball Pool